# المدرسة البريطانية الدولية في تبوك
المدرسة البريطانية الدولية في تبوك (بالإنجليزية: British International School of Tabuk)‏ هي مدرسة تقع في مدينة تبوك، المملكة العربية السعودية على بعد حوالي 15 دقيقة بالسيارة من ضواحي مدينة تبوك. تعدّ المدرسة ملكية خاصة بمستشفى القوات المسلحة في الشمال الغربي (NWAFH). حتى أواخر التسعينيات، كانت المدرسة تُعرف باسم " مدرسة تبوك الدولية "، ولكن بعد توظيف طاقم عمل بريطاني وتغيير المنهج المدرسي لنظام التعليم البريطاني تم تغيير اسم المدرسة.
في الآونة الأخيرة، غيرت المدرسة اسمها مرة أخرى إلى "مدرسة مستشفى الملك سلمان للقوات المسلحة بالمنطقة الشمالية الغربية (KSAFH)"، حيث يحق لموظفي المستشفى إرسال أطفالهم للتسجيل في المدرسة، حيث يحصلون على خصم 35٪ على الأقل للطفل الواحد. تُوفر المدرسة فصولا دراسية لجميع الفئات العمرية من التعليم الابتدائي والثانوي والعالي وفقا للمناهج البريطانية، بما في ذلك الشهادة العامة الدولية للتعليم الثانوي (IGCSE) والشهادة العامة للتربية (A Levels). تضم المدرسة حوالي 9,475 طالبا تتراوح أعمارهم بين 4 و 19 سنة.